# Liste der Bodendenkmäler in Unterammergau
Auf dieser Seite sind die Bodendenkmäler in der oberbayerischen Gemeinde Unterammergau zusammengestellt. Diese Tabelle ist eine Teilliste der Liste der Bodendenkmäler in Bayern. Grundlage ist die Bayerische Denkmalliste, die auf Basis des Bayerischen Denkmalschutzgesetzes vom 1. Oktober 1973 erstmals erstellt wurde und seither durch das Bayerische Landesamt für Denkmalpflege geführt wird. Die folgenden Angaben ersetzen nicht die rechtsverbindliche Auskunft der Denkmalschutzbehörde.

## Bodendenkmäler der Gemeinde Unterammergau

### Bodendenkmäler in der Gemarkung Unterammergau
| Lage                                                 | Objekt | Akten-Nr.     | Bild |
| ---------------------------------------------------- | --- | ------------- | ---- |
| Unterammergau (Standort)                             | Straße der römischen Kaiserzeit. | D-1-8332-0012 |      |
| Unterammergau am Unteren Kasten (Standort)           | Brandopferplatz der späten Latènezeit (Unterer Kasten). | D-1-8332-0020 |      |
| Unterammergau Kappel 2 (Standort)                    | Untertägige spätmittelalterliche und frühneuzeitliche Befunde im Bereich der Katholischen Wallfahrts- und Filialkirche Heilig Blut in Kappel und ihrer Vorgängerbauten. Siehe auch: Kappelkirche, Kappel (Unterammergau) | D-1-8332-0054 |      |
| Unterammergau Kirchgasse, Nähe Dorfstraße (Standort) | Untertägige mittelalterliche und frühneuzeitliche Befunde im Bereich der Katholischen Pfarrkirche St. Nikolaus in Unterammergau und ihrer Vorgängerbauten. Siehe auch: St. Nikolaus (Unterammergau)                      | D-1-8332-0055 |      |